# Versicherungsaufsicht
Als Versicherungsaufsicht bezeichnet man die staatliche Aufsicht über Versicherungsunternehmen. Sie ist Teil der Finanzmarktaufsicht.
In einigen Staaten gibt es für diese Aufgabe spezielle Behörden, denen oft auch die Aufsicht über die Pensionsfonds obliegt. In anderen Staaten gibt es eine Allfinanzaufsicht, die für alle Bereiche des Finanzmarktes zuständig ist, zu dem auch Versicherungen und Rückversicherungen gezählt werden.

## Deutschland

### Hoheitsbereich
In Deutschland ist die Versicherungsaufsicht der Allfinanzaufsichtsbehörde Bundesanstalt für Finanzdienstleistungsaufsicht (BaFin) beziehungsweise den Landesaufsichtsbehörden anvertraut. Früher war auf Bundesebene das Bundesaufsichtsamt für das Versicherungswesen (BAV) zuständig.
BaFin und Landesaufsichtsbehörden überwachen die Versicherungsunternehmen auf der Grundlage des Versicherungsaufsichtsgesetzes (VAG), § 1a BAFinBefugV i. V. m. §§ 320 bis 325 VAG.
Versicherungsunternehmen bedürfen zur Aufnahme und Aufrechterhaltung ihrer Geschäftstätigkeit ebenfalls der Zustimmung der BaFin. Der Aufsicht unterliegen Erstversicherungsunternehmen (einschließlich Pensions- und Sterbekassen), Rückversicherungsunternehmen, Holdinggesellschaften, sowie Sicherungs- und Pensionsfonds. Davon ausgenommen sind Versicherer, die nur in einem einzigen Bundesland tätig sind. Diese unterliegen der Aufsicht der zuständigen Landesaufsichtsbehörde.

### Aufgaben
Die Aufsicht umfasst insbesondere die Überwachung der Bedeckung des Sicherungsvermögens und der Solvabilität, um die dauerhafte Erfüllbarkeit der abgeschlossenen Verträge zu gewährleisten (Leistungserbringung im Versicherungsfall). Hierzu achtet die BaFin unter anderem darauf, dass Versicherungsunternehmen genügend finanzielle Mittel vorhalten und Risiken angemessen bewerten. Darüber hinaus überwacht die BaFin ganz allgemein die Einhaltung aller Gesetze, die für den Betrieb von Versicherungsgeschäften gelten. Ebenfalls nimmt sie (ausschließlich) die Rechtsaufsicht über Niederlassungen beziehungsweise Dienstleister aus dem EWR wahr.

## Liechtenstein
In Liechtenstein ist die FMA Finanzmarktaufsicht Liechtenstein die zuständige Behörde für die Versicherungsaufsicht.

## Österreich
In Österreich ist die Finanzmarktaufsichtsbehörde (FMA) auch für die Versicherungsaufsicht zuständig.
Die erste österreichische Versicherungsaufsichtsbehörde wurde 1880 gegründet. Damals wurde unter Kaiser Franz Joseph im Innenministerium das „Assecuranz-Bureau“ auf Grund von stetig steigendem Misstrauen gegenüber der boomenden Versicherungswirtschaft der Bevölkerung und auch der Politiker eingerichtet
Die Aufgaben wurden in den Gründungsakten wie folgt festgelegt:

„Die Staatsaufsicht über Versicherungsunternehmen hat sich im Allgemeinen auf die genaue Beobachtung der gesetzlichen und statutorischen Vorschriften, sowie auf jene Umstände zu erstrecken, von welchen die jederzeitige Erfüllbarkeit der künftigen Verpflichtungen der Anstalt bedingt wird. Die Staatsaufsicht hat daher insbesondere die richtige Berechnung der Prämienreserve, die vorschriftsmäßige Anlage der Kapitalien, sowie die richtige, vollständige und möglichst klare Darstellung aller Gebahrungs- und Vermögensverhältnisse im Rechnungsabschlüsse und Rechenschafts-Berichte … zu überwachen.“

Als Beispiel für die Gefahren einer mangelhaften Versicherungsaufsicht gilt der Phönix-Skandal von 1936, der Zusammenbruch der Phönix-Versicherung, dessen Schaden etwa 5 Prozent des damaligen Nationaleinkommens betrug.

## Schweiz
Seit dem 1. Januar 2009 ist die Eidgenössische Finanzmarktaufsicht (FINMA) für die Aufsicht der privaten Versicherungsunternehmen in der Schweiz zuständig, soweit diese dem Versicherungsaufsichtsgesetz unterstehen. Vorher hatte das Bundesamt für Privatversicherungen (BPV) die Rolle der Versicherungsaufsicht inne.
Separat geregelt ist die Aufsicht über die Krankenversicherer, welche dem Krankenversicherungsaufsichtsgesetz unterstehen. Die zuständige Aufsichtsbehörde ist hier das Bundesamt für Gesundheit.
Separate Aufsichtsbehörden bestehen zudem für die Versicherer im Rahmen der Beruflichen Vorsorge gemäss dem Bundesgesetz über die berufliche Vorsorge (BVG). Zuständig sind die Kantone, wobei die BVG-Aufsicht üblicherweise mit der Stiftungsaufsicht in einer Behörde kombiniert und teilweise kantonsübergreifend organisiert ist.
Keiner bundesrechtliche geregelten Aufsicht unterstehen schließlich die kantonalen Versicherer öffentlichen Rechts, namentlich die Gebäudeversicherungsanstalten. Dies gilt sowohl für ihre öffentlich-rechtliche Kerntätigkeit als auch für weitere Versicherungen, selbst wenn diese in Konkurrenz zu Privatversicherern erbracht wird.

## Europäische Union
In der EU ist die EIOPA zuständig. Vorangegangen war der Committee of European Insurance and Pensions Supervisors (CEIOPS) bzw. der Versicherungsausschuss (Insurance Committee).
Das europäische Versicherungsaufsichtsrecht wurde durch das seit 2016 verbindliche Regelwerk Solvabilität II umfassend reformiert.